# Rafael del Río y del Val
Rafael del Río y del Val, Pinzón y Escobar, marqués de Casa Pinzón (? - 7 de julio de 1953) fue un abogado y político español. 
Teniente alcalde del Ayuntamiento de Barcelona —siendo Alcalde el Barón de Viver— durante el gobierno de Miguel Primo de Rivera. A él se le debe el puente sobre el río Ripoll, actual carretera C-17. Presidió el Círculo de la «Unión Monárquica Nacional» de Barcelona en 1931.
Casó con Carolina Carbonell y Sánchez-Madueño, hija del industrial Mariano Carbonell (Aceites Carbonell), con quien tuvo una hija: Carolina del Río Carbonell ( II marquesa de Casa Pinzón) quien casó con Pablo de Figuerola-Ferretti y Pena, IV conde de Figuerola.
Rafael del Río y del Val era descendiente directo por parte de su abuela paterna de Martín Alonso Pinzón, quien proporcionó las carabelas y sus tripulantes a Cristóbal Colón para realizar el viaje del descubrimiento de América en 1492. Por su valiosa colaboración, los Reyes Católicos otorgaron a Pinzón un cuartel de armas con la leyenda «A Castilla y a León, nuevo mundo dio Pinzón».
Fue miembro del Consejo de Administración de la Caja de Barcelona.

## Distinciones
- Camarero secreto de capa y espada de Su Santidad;
- Gentilhombre de cámara con ejercicio;
- Caballero gran cruz de la Orden del Santo Sepulcro de Jerusalén;
- Caballero de los Capítulos de Castilla, Aragón, Cataluña y Baleares;
- Infanzón de Illescas;
- Comendador de la Orden de Isabel la Católica;
- Comendador con placa de la Orden del Cristo de Portugal.[5]